# 教相判釈
教相判釈（きょうそう はんじゃく）とは、中国をはじめとする漢訳仏典圏において、仏教の経典を判定し、解釈したもの。略して教判ともいう。
釈迦は成道して、涅槃に入るまでの45年前後の間に、多くの教えを説いたが、書物を残さなかった。そのため、数百年の間にインド周辺で釈迦の直説とされる大量の経典が形成された。
さらにそれらの多くの経典が、中国へ伝えられ、漢訳仏典として集成されると、実は中国撰述のものも含めてすべてが本物とされた。そして、独自の仏伝の解釈に基づき、これらの諸経典の教えの相や時期を分けて判別して、それらから仏道修行の完全なる悟りを得ようとした。これらは日本、朝鮮、ベトナムなどにも伝えられていき、日本では比叡山延暦寺から生まれた各派を中心に、近代文献学の台頭まで権威を持っていた。また、同じく大乗仏教が伝わったチベットでは独自の体系化を図っていた。

## 漢訳仏典圏初期
中国においては、伝えられた経典の多さから仏教の教えがあまりにも多様化し、どれが釈迦の真実の教えかということが問題になった。そこで、経典の内容が種々異なるのは、釈迦が教えを説いた時期や内容が異なるためと考え、教えを説いた時期を分類し、その中でどれが最高の教えであるかという、ひとつの判定方法として、各宗派によってさまざまな教相判釈が行われた。
最古の教判は、竺道生によるといわれるもので、以下の4種に分けられた。
1. 善浄法輪（ぜんじょうほうりん） - 在家信者のために説いた
2. 方便法輪（ほうべんほうりん） - 声聞・縁覚・菩薩のために説いた
3. 真実法輪（しんじつほうりん） - 『法華経』を説いた
4. 無余法輪（むよほうりん） - 『大般泥洹経』（だいはつないおんきょう、法顕訳の『涅槃経』前半部のみ）を説いた

次いで、慧観（えかん）の五時の教判が提唱される。
1. 鹿野苑で四諦転法輪（したいてんぽうりん）を説いた
2. 各所で『大品般若経』（だいぼんはんにゃきょう）を説いた
3. 各所で『維摩経』（ゆいまきょう）・『梵天思益経』（ぼんてんしやくきょう）を説いた
4. 霊鷲山で『法華経』を説いた
5. 娑羅双樹（しゃらそうじゅ）林で『大般涅槃経』を説いた

慧観は、この五時を定めて、五時の教判の源流を創始したとされる。
道生・慧観ともに、『法華経』を訳した鳩摩羅什の筆頭の弟子である。また両者は『涅槃経』の解釈に差異があり、慧観が道生を批判したりするが、両者ともに教判上では最高の経典は『涅槃経』であると位置付けていた。
今日、五時の教判といえば、天台宗のものが有名だが、もともとは慧観の提唱した五時がその始めである。これにより、さまざまな教相判釈が行われた。したがって天台宗の「五時八教の教判」は、道生・慧観にそのルーツを見ることができる。

## 五時八教説 (天台)
天台
五時八教の教判、あるいは五時八教説（ごじはっきょうせつ）とは、天台智顗（ちぎ、538年 - 597年）が、『一切経』を五時八教に分けたものである。日本天台宗の最澄もこれを輸入し、延暦寺の中心思想となった。

### 五時
最初に『華厳経』を説き、その教えが難しいため人々が理解できなかったとして、次に平易な『阿含経』を説いたとする。人々の理解の割合に応じて、『方等経』、『般若経』を説き、最後の8年間で『法華経』と『涅槃経』を説いたとする。そして最後に説いた『法華経』が釈迦のもっとも重要な教えであるとしている。
五時を、説法した期間・会座（えざ＝説法の場所）・経典などを分類すると次の通り。
1. 華厳時
  - 期間 - 21日間（一説に31日間とも）
  - 会座 - ガヤー城近郊、ナイランジャナー河の菩提樹の下など、7処8会
  - 経典 - 『華厳経（大方廣仏華厳経）』
  - 位 - 乳酥、別・円を説く頓教、擬宜の教え
2. 阿含時
  - 期間 - 12年間
  - 会座 - バラナシー国の鹿野苑
  - 経典 - 増一、長、中、雑、小の『阿含経』、『法句経』などの『南伝大蔵経』
  - 位 - 酪酥、蔵のみを説く漸教（秘密・不定教もあり）、誘引の教え
3. 方等時
  - 期間 - 16年間（一説に8年間）
  - 会座 - シュラバスティーの祇園精舎、マガダ国の竹林精舎、ヴェーサリー国のアンバパーリー園など
  - 経典 - 『大方等大集経』、『阿弥陀経』、『観無量寿経』、『大宝積経』、『大日経』、『金光明経』、『維摩経』、『勝鬘経』、『解深密経』など権大乗経
  - 位 - 生酥、蔵通別円の4教を対比して説く漸教（秘密・不定教もあり）、弾訶の教え
4. 般若時
  - 期間 - 14年間（一説に22年間）
  - 会座 - マガダ国のラージャガハ附近の霊鷲山など、4処16会
  - 経典 - 『大般若経』、『金剛般若経』、『般若心経』など
  - 位 - 熟酥、円教に通別を帯ばしめて説く漸教（秘密・不定教もあり）、淘汰の教え
5. 法華涅槃時
  - 期間 - 8年間（うち涅槃経は一日一夜）
  - 会座 - マガダ国のラージャガハ附近の霊鷲山など、2処3会（『法華経』）、クシナガラのアジタパティー河辺の沙羅双樹の下（『涅槃経』）
  - 経典 - 法華経28品を中心とする『法華三部経』、『涅槃経』
  - 位 - 醍醐、円教を説く頓教（秘密・不定教なし）、開会の教え

ただしこれは、経典に書かれている時間・時期的な記述や場所、またその内容から、あくまでも順序だてて分けただけで、必ずしも釈迦が絶対的に必ずその順番で説いたとしたわけではない。五時八教説を重んじた日蓮も守護国家論で、「大部の経、大概（おおむね）是の如し。此れより已外（いげ）諸の大小乗経は次第不定（しだいふじょう）なり、或は『阿含経』より已後に『華厳経』を説き、『法華経』より已後に方等般若を説く。みな義類（ぎるい）を以て之を収めて一処に置くべし」と述べている。したがって、対機説法（たいきせっぽう）、臨機応変という言葉が示すように釈迦仏が衆生の機根（教えを聞ける器、度合い）に応じて、教法を前後して説いたことを留意しなくてはならない。また智顗が分類した五時説を日蓮が採用しつつも、次第不定で前後していることを既に認知していたという事実があることを、大乗非仏説及び経典成立史の観点から留意しなくてはならない。したがって今日の仏教学では五時説は歴史的事実とは認められないが、日蓮宗の宗学的には仏教学の成果をどのように受容するかという新たな課題を生んでいる。
なお、智顗は、『涅槃経』に対しては、『法華経』とほぼ同内容で、その真理は既に『法華経』で明かしており、法華の救いに漏れた者達のために説かれた教えにすぎない、という位置づけから、また涅槃は一日一夜の説法なので法華の八年間に摂したため、法華と涅槃とを分けず「法華涅槃時」としたが、『華厳経』から『法華経』までは次第不定に説かれたのに対して、『涅槃経』は経典の内容や場所から判断して唯一、釈迦が入滅の時に至って説いた教法である、としている。

#### 五味相生の譬
また智顗は、華厳・阿含・方等・般若・法華涅槃の五時を『涅槃経』に説かれる、乳酥・酪酥・生酥・熟酥・醍醐の五味である五味相生の譬（ごみそうしょうのたとえ）に配釈した。
1. 乳酥＝華厳
2. 酪酥＝阿含
3. 生酥＝方等
4. 熟酥＝般若
5. 醍醐＝法華涅槃

これは醍醐のたとえとしても有名である。しかし、この『涅槃経』の記述は、あくまでも、あらゆる経典の中で『涅槃経』が最後であり優れたものである、ということを説いたもので、厳密にいえば、そこに『法華経』の名称は見当たらない。
実際に『涅槃経』を読めば「牛より乳を出し、乳より酪酥（らくそ）を出し、酪酥より熟酥（じゅくそ　sarpis　サルピス：カルピスの語源）を出し、熟酥より醍醐を出す、仏の教えもまた同じく、仏より十二部経を出し、十二部経より修多羅（しゅたら）を出し、修多羅より方等経を出し、方等経より般若波羅蜜を出し、般若波羅蜜より大涅槃経を出す」（「譬如從牛出乳 從乳出酪 從酪出生蘇 從生蘇出熟蘇 從熟蘇出醍醐 醍醐最上 若有服者 衆病皆除 所有諸藥、悉入其中 善男子 佛亦如是 從佛出生十二部經 從十二部経出修多羅 從修多羅出方等経 從方等経出般若波羅蜜 從般若波羅蜜出大涅槃 猶如醍醐 言醍醐者 喩于佛性」）とある。
したがって厳密には、以下のように配釈される（と想定される）。
1. 乳＝十二部経
2. 酪酥＝修多羅
3. 生酥＝方等経
4. 熟酥＝般若波羅蜜
5. 醍醐＝大涅槃経

智顗は、聡明なる閃きにより五時と五味を配釈した。しかし法華優位の立場から『涅槃経』を劣ると判じるその解釈については、やや牽強付会（けんきょうふかい）であった、という指摘が仏教学において多く提示されている。

### 八教
八教（はちきょう）は、化義(けぎ)の四教と、化法(けほう)の四教に分けられる。

#### 化義の四教
化義の四教とは、説法形式の分類。人々を導くための形式（儀式など)を義と呼び、釈迦の教えを形式の上から分類したもの。
頓教
とん、頓とは速やかの意で、仏が悟りを開いた直後、衆生の機根に関係なくすぐに説いた教え。
漸教
ぜん、漸とは次第にの意で、浅い教えから深い教えと次第し順序を追って衆生の機根に応じて説いた教え。
秘密教
ひみつ、正しくは秘密不定教といい、機根の違う衆生同士に説法の違いを知られず（秘密）に、各々別々（各別）に応じた不定の得益がある法を説いた教え。
不定教
ふじょう、正しくは顕露（けんろ）不定教といい、機根の違う衆生同士でも説法の違いを知り（顕露）ながらも、各々別々（各別）に応じた不定の得益がある法を説いた教え。
これを五時と配釈すると、頓教は華厳時、漸教は阿含・方等・般若の三時、秘密教と不定教は華厳の一部と阿含・方等・般若となり、非頓非漸・非秘密非不定が法華涅槃時とする。

#### 化法の四教
化法の四教とは、智顗による天台教学の分類。「化法四教」とも。教えそのもの(四諦など)を法と呼び、釈迦の教えを内容から分類したもの。
蔵教
ぞう、経・論・律の三蔵教（さんぞう）の略。小乗教ともいい煩悩を断ずるために、空理を悟るべきことを説くが、すべての実体をただ空の一辺のみと見るので「但空（たんくう）の理」といい、また偏った真理なので「偏真の空理」ともいう。
通教
つう、蔵教と別教に通じる教え。大乗の初門。諸法の本体に即しそのまま空とする体空観（たいくうかん）を説くが、利根な菩薩は、ただ単なる空ではないという中道の妙理を含む「不但空の理」を悟るも、鈍根な菩薩や声聞・縁覚は蔵教と同じく「但空」を悟るに止まった。
別教
べつ、前の蔵・通二教や後の円教と違い、菩薩のみに別に説かれた教え。前の二教が空理のみを説くのに対し、空・仮・中の三諦を説くが、三諦は互いに融合せず、各々が隔たるので「隔歴の三諦」といい、一切の事物について差別のみが説かれて、融和を説いていない。また中道諦も説くが、空・仮二諦を離れた単なる中道なので「但中の理」という。また三惑（見思惑・塵沙惑・無明惑）を説き、これを断ずるために、菩薩の五十二位の修行の段階を説く。さらに十界の因果を説くも、各々の境界を別個に説くだけである。したがって別教は三諦円融や十界互具（じっかいごぐ）の義もない不完全な教えとされる。
円教
えん、円満融和の教え。空仮中の三諦の融和、十界互具を説く、最も優れた完全なる教え。
これを五時と配釈すると、蔵教は阿含・方等、通教は方等・般若、別教は華厳・方等・般若、円教は華厳・方等・般若・法華涅槃となる。しかし華厳・方等・般若と涅槃経は蔵・通・別の方便教が混じる雑円の教えであり、純粋な円教ではない。ただ法華経のみが独立して純粋な妙なる円教を説くとされる。
したがって、法華は化儀と化法の八教を超越しているので「超八･醍醐」の教えという。

## チベット語仏典圏（チベット・モンゴル・金、清）
チベットでは、8世紀末から9世紀にかけ、国家事業として仏教の導入に取り組み、この時期にインドで行われた仏教の諸潮流のすべてを、短期間で一挙に導入した。仏典の翻訳にあたっても、サンスクリット語を正確に対訳するためのチベット語の語彙や文法の整備を行った上でとりくまれたため、ある経典に対する単一の翻訳、諸経典を通じての、同一概念に対する同一の訳語など、チベットの仏教界は、漢訳仏典と比してきわめて整然とした大蔵経を有することができた。仏典の総巻数は仏説部（カンギュル）で約100巻、論疏部（テンギュル）で約400巻。そのため、チベット仏教においては、部分的に矛盾する言説を有する経典群を、いかに合理的に、一つの体系とするか、という観点から仏典研究が取り組まれた。